# Tylee Craft
Tylee Craft (Carolina del Sur, 1 de octubre de 2001-12 de octubre de 2024)fue un jugador estadounidense de fútbol americano que jugó en la posición de wide receiver.

## Carrera
Formó parte de North Carolina Tar Heels donde jugó en los equipos de patada y en series ofensivas en 2020 y 2021, pero antes de iniciar la temporada 2022 fue diagnosticado con una rara variante de cáncer de pulmón que ya se encontraba en fase 4, lo que requirió que dejara de jugar. A pesar de la enfermedad, Craft se mantuvo conectado con el equipo de fútbol americano, apoyando a sus compañeros de equipo en los entrenamientos mientras también cursaba sus estudios. Se terminaría graduando de la University of North Carolina at Chapel Hill.

## Reconocimiento y retiro
Como reconocimiento a su valor, Craft en 2022 recibió el Disney Spirit Award, premio anual dedicado al jugador de fútbol americano más inspirador a nivel universitario. También fue llamado el Uplifting Athletes Rare Disease Champion team, además de embajador del White Ribbon Project, y en 2024 nominado con el Capital One Orange Bowl-FWAA Courage Award. También obtuvo el reconocimiento de la V Foundation.
Aún con esperanzas de regresar al emparrillado, Craft anunció su retiro como jugador en julio de 2024 para enfocarse en su salud y familia.

## Muerte y legado
Craft murió el 12 de octubre de 2024 a los 23 años. Tylee Craft murió en la mañana del sábado a causa del cáncer de pulmón.
Su muerte fue honrada por la comunidad de fútbol americano de UNC, incluyendo una ceremonia en conmemoración al día del cáncer. El equipo honró el uniforme de Craft bajo la iniciativa "Tylee Strong". La UNC también anunció planes para bautizar un centro de nutrición con su nombre, garantizando así que su legado siga formando parte del programa deportivo de la universidad. El entrenador Mack Brown tenía una relación cercana con Craft.